# Krystian Zalewski
Krystian Zalewski (11 aprile 1989) è un siepista polacco.

## Palmarès
| Anno | Manifestazione    | Sede           | Evento       | Risultato | Prestazione | Note                                     |
| ---- | ----------------- | -------------- | ------------ | --------- | ----------- | ---------------------------------------- |
| 2007 | Europei juniores  | Hengelo        | 3000 m siepi | 8º        | 9'01"74     |                                          |
| 2008 | Mondiali juniores | Bydgoszcz      | 3000 m siepi | 7º        | 8'45"64     |                                          |
| 2009 | Europei under 23  | Kaunas         | 3000 m siepi | Bronzo    | 8'42"06     |                                          |
| 2011 | Europei under 23  | Ostrava        | 3000 m siepi | 7º        | 8'45"33     |                                          |
| 2012 | Europei           | Helsinki       | 3000 m siepi | 7º        | 8'39"35     |                                          |
| 2013 | Mondiali          | Mosca          | 3000 m siepi | Batteria  | dq          |                                          |
| 2014 | Europei           | Zurigo         | 3000 m siepi | Argento   | 8'27"11     |                                          |
| 2015 | Mondiali          | Pechino        | 3000 m siepi | 9º        | 8'21"22     | Miglior prestazione personale stagionale |
| 2016 | Europei           | Amsterdam      | 3000 m siepi | Finale    | dns         |                                          |
| 2016 | Giochi olimpici   | Rio de Janeiro | 3000 m siepi | Batteria  | 8'34"52     |                                          |
| 2017 | Mondiali          | Londra         | 3000 m siepi | Batteria  | 8'24"41     |                                          |
| 2017 | Universiadi       | Taipei         | 3000 m siepi | Oro       | 8'35"88     |                                          |
| 2018 | Europei           | Berlino        | 3000 m siepi | 7º        | 8'38"59     |                                          |
| 2019 | Mondiali          | Doha           | 3000 m siepi | Batteria  | 8'51"79     |                                          |

## Altre competizioni internazionali
2019
- Campionati europei a squadre di atletica leggera ( Bydgoszcz)
- 43º in Coppa Europa dei 10000 metri ( Londra) - 29'14"67

2021
- Campionati europei a squadre di atletica leggera ( Chorzów)
- 33º in Coppa Europa dei 10000 metri ( Birmingham), 10000 m piani - 29'11"48